# Louis G. Dreyfus
Pour les articles homonymes, voir Dreyfus.
Louis Goethe Dreyfus Jr. (1889-1973) était un diplomate américain. En tant que diplomate expérimenté, il a été à la fois ministre et ambassadeur en Afghanistan à des moments différents ; sa carrière au département d'État a finalement duré plus de 40 ans.

## Biographie
Après avoir obtenu son diplôme de l'université Yale en 1910, il est entré dans le service extérieur en 1911.
Après des affectations à Berlin, Paris et en Amérique du Sud, il a été nommé ambassadeur américain en Iran en 1939.